# تسويق بالإذن

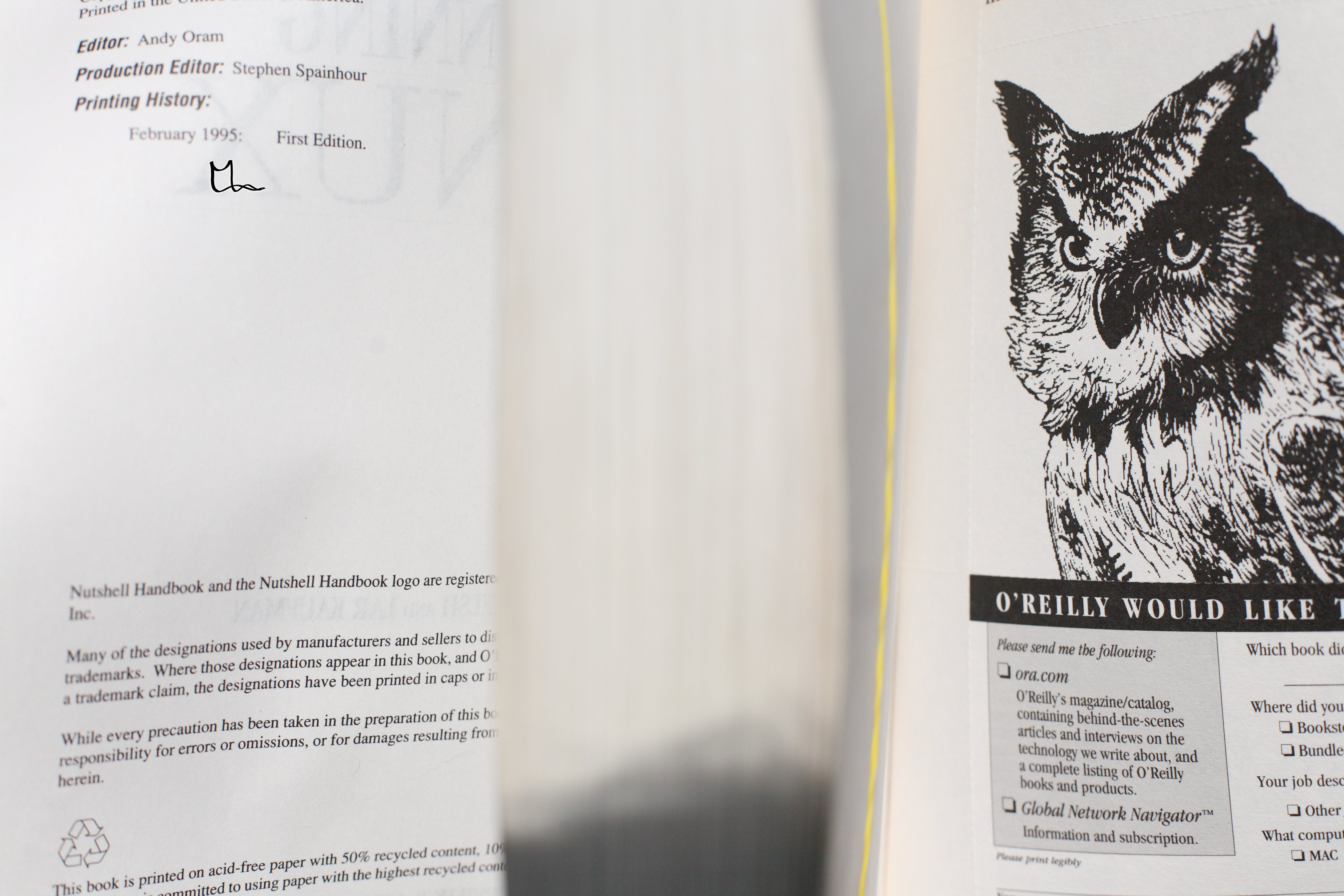

مصطلح تسويق بالإذن (بالإنجليزية: Permission marketing) بحسب سيث غودين في التجارة الإلكترونية هو نطلب من العميل الإذن لنعرض عليه شيئا مثيرا للاهتمام. يجب أن يمنح المستهلك الذي يصبح معنيا جدا بالعملية موافقته الكاملة، والإنترنت هي الأداة الأفضل للتسويق بالإذن.

## مراحل التسويق بالإذن
يتم التسويق بالإذن في خمس مراحل:
1. تقدم أولا إلى العميل المحتمل شيئا مجانيا ومثيرا للاهتمام يحفزه على التطوع لسماع بقية الرسائل: مثلا كتلوغ أو استشارات أو حسومات.
2. في المرحلة الثانية تقدم له المنتج. ويمكن أن تحدد معه موعد للتناقش حول المنتج.
3. يجب أن تحفز العميل أكثر فأكثر للاستمرار في كسب انتباهه، فتتحاور معه من خلال البريد الإلكتروني أو الرسائل أو الهاتف.
4. يجب أن ترفع مستوى الأذونات: يجب أن تصل إلى مستوى حيث يعطيك العميل معلومات عن شخصيته (الذوق-الهواية-..).
5. أخيرا مع مرور الوقت تسمح لك الأذونات التي يمنحك إياها العميل المحتمل بأن تغير عاداته وتبيعه منتجاتك بانتظام.

## القواعد الواجب التقيد بها
يتقيد الإذن الذي تحصل عليه من العميل المحتمل بأربع قواعد صارمة:
1. هذا الإذن غير قابل للتحويل: لا يمكنك أن تعطي أو تبيع إلى مسوق آخر الإذن أي الثقة التي يمنحك إياها العميل. لا يخبئ «التسويق بالإذن» أبدا مفاجآت سيئة لعملائه.
2. العميل المحتمل هو سيد برنامجك التسويقي. لا يبالي بمنتجاتك أو سجلك المهني أو مشكلاتك... فالسؤال الوحيد الذي يطرحه هو: «ما الشيء المثير للاهتمام الذي تعرضه علي؟».
3. يندرج الإذن في عملية طويلة الأمد. يسمح التسويق بالإذن بالشروع في حوار مع العميل: إذا استمر الحوار، يزدهر التسويق وإلا يتوقف.
4. يمكن العميل أن يسترد الإذن في أي وقت.

## مثال على التسويق بالإذن
عندما تقوم بعمل حساب في البريد الإلكتروني يطلب منك بعض المعلومات عن شخصيتك وهواياتك ومن هو الشخص المفضل لديك... ،ويقومون بهذه الطريقة جمع معلومات عنك وبالتالي معرفة المنتج المناسب لك لتسويقه